# Cyphia erecta
Cyphia erecta är en klockväxtart som beskrevs av De Wild.. Cyphia erecta ingår i släktet Cyphia, och familjen klockväxter. Inga underarter finns listade i Catalogue of Life.